# Skudenes fyr
Skudenes fyr er et fyr som ligger ved indsejlingen til Skudeneshavn på Karmøy i Rogaland fylke i Norge, på nordsiden af Skudenesfjorden.
Fyret blev oprettet i 1799, og ligger i et klippelandskab hvor områderne mellem klippene bærer præg af at have været brugt til græsning. Her ligger den tidligere fyrbygning af træ med grundmur efter lygtehus på det sydøstlige hjørne. Dertil findes bolig og udhus. Der er også spor efter et kulhus og anlæg fra anden verdenskrig i området. Fyrstationen blev nedlagt i 1924, lygtehus nedrevet og bygningerne solgt.
Fyret ligger yderst på en høj klippe i et særpræget landskab. Den høje alder og at bygningerne stor set er intakte gør at de er fredet efter lov om kulturminner.

## Eksterne kilder og henvisninger
- Skudenes fyr på Riksantikvarens hjemmeside kulturminnesok.no
- Om Skudenes fyrstasjon på Norsk Fyrhistorisk Forenings websted

- kystverket.no: Norsk fyrliste 2014 Arkiveret 12. juni 2018 hos  Wayback Machine